# Lijst van voetbalinterlands Cyprus - Tsjechië
Deze lijst van voetbalinterlands is een overzicht van alle officiële voetbalwedstrijden tussen de nationale teams van Cyprus en Tsjechië. De landen hebben tot op heden vier keer tegen elkaar gespeeld. De eerste ontmoeting was een vriendschappelijke wedstrijd in Nicosia op 13 februari 2002. Het laatste duel, eveneens een vriendschappelijke wedstrijd, vond plaats op 7 oktober 2020 in de Cypriotische hoofdstad.

## Wedstrijden
| № | Plaats  | Datum            | Competitie           | Wedstrijd         | Uitslag |
| - | ------- | ---------------- | -------------------- | ----------------- | ------- |
| 1 | Nicosia | 13 februari 2002 | Vriendschappelijk    | Cyprus − Tsjechië | 3 − 4   |
| 2 | Liberec | 28 maart 2007    | EK 2008 kwalificatie | Tsjechië − Cyprus | 1 − 0   |
| 3 | Nicosia | 21 november 2007 | EK 2008 kwalificatie | Cyprus − Tsjechië | 0 − 2   |
| 4 | Nicosia | 7 oktober 2020   | Vriendschappelijk    | Cyprus − Tsjechië | 1 − 2   |

## Samenvatting
| Competitie        | Totaal gespeeld | Winst Cyprus | Gelijk | Winst Tsjechië | Doelsaldo Cyprus – Tsjechië |
| ----------------- | --------------- | ------------ | ------ | -------------- | --------------------------- |
| EK-kwalificatie   | 2               | 0            | 0      | 2              | 0 − 3                       |
| Vriendschappelijk | 2               | 0            | 0      | 2              | 4 − 6                       |
| Totaal            | 4               | 0            | 0      | 4              | 4 − 9                       |

Wedstrijden bepaald door strafschoppen worden, in lijn met de FIFA, als een gelijkspel gerekend.

## Details

### Eerste ontmoeting
| Vriendschappelijk (Strovolos, Cyprus, 13 februari 2002): |       |                                                                         |
| Cyprus | 3 – 4 | Tsjechië                                                                |
| Giasemakis Giasoumi 24' Ioakeim Ioakeim 65' Mihalis Konstantinou 88' | goals | 51' Vratislav Lokvenc 74' Jan Koller 86' Jan Koller 90' Vladimír Šmicer |
| - Debuut van Lazaros Iakovou (Alki Larnaca) en Elias Haralambous (Omonia) voor Cyprus. - Debuut van Antonín Kinský (Slovan Liberec) en Adam Petrouš (Slavia Praag) voor Tsjechië. |       |                                                                         |